# Boezinge
Boezinge är en ort i Belgien.   Den ligger i provinsen Västflandern och regionen Flandern, i den västra delen av landet, 100 km väster om huvudstaden Bryssel. Boezinge ligger 9 meter över havet och antalet invånare är 2 216.
Terrängen runt Boezinge är platt. Runt Boezinge är det ganska tätbefolkat, med 239 invånare per kvadratkilometer.. Närmaste större samhälle är Ypern, 5,5 km söder om Boezinge.
Trakten runt Boezinge består till största delen av jordbruksmark.